# Николай Басков
Николай Басков е руски поп и оперен певец, актьор и телевизионен водещ. Народен артист на Русия, Украйна и Молдова. Играл е в Болшой театър. Многократен носител на наградите Златен грамофон, Муз-ТВ, „Певец на годината“, „Овация“ и „Стил на годината“.

## Биография
Роден е в Москва, но по-голямата част от детството си прекарва в ГДР. Там остава до втори клас, когато семейството му се мести в Кизил. По-късно учи и в Новосибирск.
Басков играе в Музикалния театър на младия актьор, който пътува в САЩ, Израел, Швейцария и Франция. През 1996 постъпва в Руската музикална академия, където е ученик на Лилиана Шехова. Печели и испанският конкурс „Grand voce“. През 1997 участва в конкурса за руски романси „Романсиада“. На следващата година печели първа награда на националния конкурс за млади оперни певци, след което получава предложение да играе в постановката „Евгений Онегин“ в Болшой театър.
През 2001 става солист на оперната трупа на Болшой театър и завършва Музикалната академия със специалност „оперно и камерно пеене“. В Болшой театър работи до 2003 г., след което пее в театрите в Нижни Новгород и Йошкар-Ола.
Паралелно Басков изпълнява и естрадна музика, издавайки 12 албума. Участва също в мюзикъли и телевизионни сериали. Водещ е на предаването „Субботний вечер“ по канал Россия 1.
През 2009 става народен артист на Русия.
На 1 октомври 2012 е уволнен от театъра в Йошкар-Ола.
По време на изборите за президент на Русия през 2018 г. става част от т.нар. „Екип на Путин“, който подкрепя Владимир Путин.
На 17 септември 2020 г. Басков участва в концерт в Минск, а също и във видеоклип в подкрепа на Александър Лукашенко. След това някои беларуси атакуват социалните мрежи на певеца, обвинявайки го в „корупция“ и „предателство на народа на Беларус“. Ядосани хора му напомнят за бруталните действия на силите за сигурност срещу мирни демонстранти и за множество случаи на насилие срещу хора по време на задържания по време на протестите през 2020 г..
През 2022 година се включва активно в пропагандната кампания на режима на Владимир Путин в подкрепа на руското нападение над Украйна. На 18 март 2022 г. той участва в митинг-концерт в чест на годишнината от анексирането на Крим от Русия, озаглавен „Zа свят без нацизъм! Zа Русия! Zа президента“ и проведен на стадион „Лужники“.

## Скандали
През 2018 г. заедно с Филип Киркоров разпространяват общия си видеоклип „Ибиза“, който предизвиква вълна от критики и негативни коментари заради използването на долнопробни похвати в него (чийто апогей са омазването и на двамата с изпражнения и доенето на козел). Налага се двамата да пуснат клип с извинения към своите фенове. 

## Дискография

### Студийни албуми
- 2000 – Посвящение
- 2000 – Посвящение на бис
- 2001 – Шедевры уходящего века
- 2001 – Мне 25
- 2004 – Никогда не говори прощай
- 2004 – Отпусти меня (с Таисия Повалий)
- 2005 – Лучшие песни
- 2007 – Тебе одной
- 2008 – 69 лучших песен
- 2009 – Внезапная любовь
- 2009 – Одна на миллион
- 2011 – Romantic Journey
- 2016 — Игра
- 2018 — Верую
- 2018 — Christmas Songs

## Филмография
1. 2002 – „Пепеляшка“ (мюзикъл) – Принц
2. 2003 – „Снежната кралица“ (мюзикъл) – Кай
3. 2004 – „Гувернантката“ (сериал) – камео
4. 2007 – „Кралството на кривите огледала“ (мюзикъл) – Крал Ягупоп
5. 2007 – „Много новогодишно кино, или нощ в музея“
6. 2008 – „Златната рибка“ (мюзикъл) – Иванушка рибаря
7. 2008 – „Обручальное кольцо“ (сериал) – двойник на Басков
8. 2009 – „Златното ключе“ (мюзикъл) – Пиеро
9. 2010 – „Наша Russia. Яйцата на съдбата“ – камео
10. 2010 – „Морозко“ (мюзикъл) – Иван-Царевич
11. 2011 – „Новите приключения на Аладин“ (мюзикъл) – Русский жених
12. 2012 – „Червената шапчица“ (мюзикъл) – Робин Худ
13. 2013 – Поворот наоборот (сериал) – певеца Николай

## Музикални изяви

### Участия в концерти
- 10 годишни музикални награди „Златен грамофон“ – изп. „Отпусти меня“ (дует с Таисия Повалий)
- 11 годишни музикални награди „Златен грамофон“ – изп. „Ты далеко“
- 12 годишни музикални награди „Златен грамофон“ – изп. „Тебе одной“
- 13 годишни музикални награди „Златен грамофон“ – изп. „Вхожу в любовь“
- Концерт на Алла Пугачова „60-а годишнина“ – изп. „Давай гулять вместе“ (дует с Алла Пугачова)
- 15 годишни музикални награди „Златен грамофон“ – изп. „Всегда права любовь“ (дует с Оксана Фьодорова)
- Диско Дача 2011 – изп. „Давай гулять вместе“ (соло), „Всегда права любовь“ (дует с Оксана Фъдорова)
- 16 годишни музикални награди „Златен грамофон“ – изп. „Рядом с тобой“
- 17 годишни музикални награди „Златен грамофон“ – изп. „Странник“
- 20 години радиостанция „Авторадио 20 лет! Лучшее“ –изп. „Ну кто сказал?“
- 18 годишни музикални награди „Златен грамофон“ – изп. „Ну кто сказал?“
- Диско Дача 2014 – изп. „Не было бы печали“, „Николай“ (дует с Натали), „Вишнёвая любвоь“
- 19 годишни музикални награди „Златен грамофон“ – изп. „Николай“ (дует с Натали)
- 20 юбилейна награда „Златен грамофон“ – изп. „Ну кто сказал?“
- Концерт за деня на полицията 2016 – изп. „Я подарю тебе любовь“

### Участия в телевизионни и празнични музикални програми
- Нощен диско – „DISCO“
- „Коледни срещи на Алла Пугачова в Киев“ – изп. „Гадай, цыганка“, „Женщина в платье белом“ (нарязан)
- „Собственост на Република: Игор Крутой“ – изп. „Шарманка“
- „Собственост на Република: Александър Зацепин“ – изп. „Разговор со счастьем“
- „Собственост на Република: Григорий Лепс“ – изп. „Натали“
- „Собственост на Република: Андрей Миронов“ – изп. „Песня министра-администратора“

## За него
- Борис Подгорбунский. Николай Басков. Творчество. Москва: Воениздат, 2011, 600 с. ISBN 978-5-203-02127-4
- Виктория Шилина. Николай Басков – певец любви. Москва: Бином-Пресс, 2006, 303 с.